# Rise (Katy-Perry-Lied)
Rise ist ein Lied der US-amerikanischen Sängerin Katy Perry, das vom US-amerikanischen Fernsehsender NBC als offizielle Single der Olympischen Sommerspiele 2016 in Rio de Janeiro verwendet wurde. Das Lied wurde von Savan Kotecha, Max Martin, Ali Payami und Perry geschrieben, die Produktion entstammt von Martin und Payami. Es wurde am 15. Juli 2016 veröffentlicht.

## Hintergrund
Ein Zitat aus Perrys Statement, weshalb sie ausgerechnet zu diesem Zeitpunkt ihren neuen Song veröffentlicht:

„Dieser Song ist seit Jahren ‚in mir drin‘ und kommt nun an die Oberfläche. Es war sehr inspirierend ihn jetzt zu beenden, statt auf die Veröffentlichung des Album zu warten. Denn jetzt ist die Zeit besser denn je, da es notwendig ist, die Welt zusammen zu halten. Ich weiß, dass wir gemeinsam über die Angst hinauswachsen können - in unserem Land und auf der ganzen Welt. Ich kenne kein besseres Beispiel als die olympischen Athleten, die in Rio mit ihrer Stärke und Furchtlosigkeit uns daran erinnern, dass wir ALLE entschlossen zusammenhalten sollen, und das Beste geben. Ich hoffe, dass dieses Lied uns inspirieren wird, zu heilen, zu vereinen und gemeinsam empor zu steigern.“

Der Titel wurde nur wenige Stunden nach dem Anschlag in Nizza veröffentlicht. In Frankreich erreichte der Song Platz 3 der Charts und ist dort Perrys beste Chartplatzierung.

## Kommerzieller Erfolg

### Chartplatzierungen
| ChartsChartplatzierungen       | Höchstplatzierung | Wochen |
| ------------------------------ | ----------------- | ------ |
| Deutschland (GfK)              | 39 (9 Wo.)        | 9      |
| Österreich (Ö3)                | 23 (12 Wo.)       | 12     |
| Schweiz (IFPI)                 | 15 (11 Wo.)       | 11     |
| Vereinigte Staaten (Billboard) | 11 (9 Wo.)        | 9      |
| Vereinigtes Königreich (OCC)   | 25 (6 Wo.)        | 6      |

### Auszeichnungen für Musikverkäufe
| Land/Region                  | Auszeichnungen für Musikverkäufe (Land/Region, Auszeichnung, Verkäufe) | Verkäufe  |
| ---------------------------- | ---------------------------------------------------------------------- | --------- |
| Australien (ARIA)            | 2× Platin                                                              | 140.000   |
| Brasilien (PMB)              | Platin                                                                 | 60.000    |
| Italien (FIMI)               | Gold                                                                   | 25.000    |
| Norwegen (IFPI)              | Gold                                                                   | 30.000    |
| Vereinigte Staaten (RIAA)    | Platin                                                                 | 1.000.000 |
| Vereinigtes Königreich (BPI) | Silber                                                                 | 200.000   |
| Insgesamt                    | 1× Silber · 2× Gold · 4× Platin ·                                      | 1.455.000 |

Hauptartikel: Katy Perry/Auszeichnungen für Musikverkäufe